# Îles Punuk
Les îles Punuk sont un archipel de trois îlots situées à l'est de l'île Saint-Laurent, en mer de Béring. Elles ont été habitées pendant une période par des populations Yupiks. Elles sont notamment connues après que des fouilles archéologiques aient permis de mettre en évidence une culture eskimau spécifique : la culture de Punuk.

## Étymologie
« Punuk » est le nom Yupik de l'archipel.

## Géographie
Les îles Punuk sont un archipel constitué de trois îlots. Elles sont situés à l'est de l'île Saint-Laurent, à environ 8 kilomètres au sud-est du cap Apavawook.
La dernière présence humaine attestée sur les îles Punuk date de 1874. Il est vraisemblable que l'archipel soit inhabité depuis 1880.

## Histoire
Des populations Yupik ont occupées au moins temporairement les îles Punuk. Elles ont notamment laissés des traces de leurs activités de chasse.
Un campement d'hiver était présent sur l'îlot le plus septentrional en 1874. Passé cette date, il n'existe plus d'observations attestant d'une présence humaine sur l'archipel. Selon Rainey, il est probable que la famine qui touche la zone entre 1878 et 1880 ait décimé cette communauté ou l'ait poussé à migrer vers une autre région-

## Exploration
Le navigateur russe Mikhail Tebenkov a étudié les îles Punuk au cours des années 1840. Il a notamment enregistré le nom Yupik de l'archipel en 1849.
En 1874, l'explorateur Henry Elliott visite la zone. Il documente notamment la présence d'un campement d'hiver sur les îles Punuk.
Des études archéologiques ont été menées sur les îles Punuk à partir des années 1930. Henry Collins a notamment mis au jour des vestiges présentant des spécificités en regard d'autres productions matérielles des différents peuples eskimaux. Cet auteur a ainsi documenté les premières traces de la culture de Punuk, une période culturelle et sociétale dans l'histoire des Yupiks.